# Sylvia Poll
Sylvia Úrsula Poll Ahrens (Managua, Nicaragua; 24 de septiembre de 1970) es una exnadadora y ex diplomática costarricense que ganó la primera medalla olímpica de Costa Rica, cuando obtuvo la plata en la modalidad de 200 metros libres femeninos en los Juegos Olímpicos de Verano de 1988 en Seúl, Corea del Sur. Junto a su hermana, Claudia Poll y a Sherman Guity, son los únicos medallistas olímpicos de Costa Rica. 
Sostiene varios récords nacionales, entre ellos los de las categorías femeninas de 50 y 100 metros libres y de 100 y 200 metros dorsal. Es considerada como una de las nadadoras más importantes de la historia deportiva costarricense. Entre 2010 y 2014 se desempeñó como embajadora alterna de la Misión Permanente de Costa Rica ante la Oficina de las Naciones Unidas en Suiza.

## Primeros años
Sylvia Poll nació el 24 de septiembre de 1970 en la ciudad de Managua, Nicaragua. Sus padres fueron Bernard Heinrich Poll y Thea Katharina Ahrens, de nacionalidad alemana, quienes, debido al estallido de la guerra civil de Nicaragua, debieron trasladarse junto a Sylvia y su hermana menor Claudia a Costa Rica en 1979. Poll se naturalizó costarricense el 13 de marzo de 1986. En 1979 comenzó a practicar natación en el Club Cariari, en Heredia, al mando de su entrenador Francisco Rivas Espinoza. En 1983, Rivas le propuso transformarse en una nadadora de alto rendimiento.
Se graduó de la Universidad Internacional de las Américas (UIA) con un bachillerato en administración de negocios, y del Instituto Centroamericano de Administración de Empresas (INCAE) con una maestría en desarrollo sostenible.

## Carrera
Aunque no era diplomática de carrera ni tenía formación especializada en la materia, el gobierno de Costa Rica la nombró como embajadora alterna de Costa Rica en la Misión Permanente ante la Oficina de las Naciones Unidas en Europaubicada en Ginebra, Suiza, cargo que desempeñó hasta 2014. 
Es miembro y desde enero de 2020, jefa a nivel global, de la División de Sociedad e Inclusión Digital de la Unión Internacional de Telecomunicaciones (UIT), organismo especializado de las Naciones Unidas.
También ha escrito sobre deporte en diferentes medios de comunicación y ha trabajado como comentarista experta en natación, durante la retransmisión de los Juegos Olímpicos de Río 2016.
Imparte charlas y conferencias sobre temas de liderazgo.
Sylvia Poll es una famosa nadadora de espalda y estilo libre de Costa Rica, que ganó la medalla de plata en natación estilo libre femenino de 200 metros en los Juegos Olímpicos de verano de 1988 en Seúl, Corea del Sur. Su medalla de plata fue la primera medalla para una atleta costarricense.
En los Juegos Centroamericanos y del Caribe de 1986 estableció los récords de los Juegos en los 200 y 400 libres femeninos (2: 02.80 y 4: 17.98). Ambos récords durarían 20 años, hasta que su hermana Claudia mejoró los tiempos en los Juegos de 2006. También en los Juegos Centroamericanos y del Caribe de 1986, Sylvia Poll estableció el récord de los Juegos en los 100 m y 200 m espalda (1: 04.43, 2: 19.32) que también se mantuvo hasta 2006. 
Ingresó en el ranking mundial de la Federación Internacional de Natación (FINA) en 1987 y apareció en este escalafón en 66 oportunidades. 
Rompió 290 récords. Nadó en 626 eventos de 116 torneos competitivos. Ganó 90 trofeos y 612 medallas. Fue 11 veces seleccionada, desde 1981 hasta su retiro en 1994 a los veinticuatro años.

### Centroamericanos y del Caribe
- República Dominicana 1986: ganó diez medallas de oro en los Juegos Centroamericanos y del Caribe.[12]

### Juegos Panamericanos
- Indianápolis 1987: ocho medallas (tres oros, tres platas, dos bronces).[12]
- La Habana 1991: una de oro.

### Campeonatos mundiales
- Madrid 1986: sexto lugar en 200 m libre (2:02.17).
- Melbourne 1991: plata en 50 dorso (29.17) –prueba de exhibición– y sexta en 100 m dorso (1:03.23).

### Juegos Olímpicos
- Seúl 1988: medalla de plata en 200 metros libres (1:58.67) y quinta en 100 m libre (55:90).[13][14]
- Barcelona 1992: quinta en 200 metros dorso (2:11.66).[13][14]

Sylvia Poll es miembro del club "Champions for Peace", un grupo de 54 famosos atletas de élite comprometidos con el servicio de la paz en el mundo a través del deporte, creado por Peace and Sport, una organización internacional con sede en Mónaco.

## Galardones

### Premios internacionales
Dos veces electa la mejor atleta de América Latina en 1987 y 1988 y una vez la mejor panamericana, 1987.

### Premios locales
- Deportista costarricense del año en 1986, 1987 y 1988, y de la década de 1980.
- Uno de los 25 atletas ticos del siglo XX (1999).
- Miembro de la Galería Costarricense del Deporte (2000).[16]
- Medalla al Mérito Olímpico (2009).[17]